# Канарский, Сергей Михайлович
Сергей Михайлович Канарский (укр.  Сергій Михайлович Канарський; 25 мая 1890, Варшава — 3 ноября 1937, Харьков) — советский украинский юрист, учёный и государственный деятель. С 1920 по 1934 годы занимал ряд ответственных должностей в органах юстиции и исполнительной власти. Как учёный занимался исследованием уголовного права. С 1934 года был директором Харьковского института советского строительства и права (с 1937 — Харьковский юридический институт) и заведующим кафедрой уголовного права этого вуза. В 1937 году был репрессирован, реабилитирован — в 1957 году.

## Биография
Родился 25 мая 1890 года в Варшаве в еврейской семье. Среднее образование получил в Варшавском коммерческом институте. Начал получать высшее образование в Варшавском политехническом институте, но из-за участия в эсеровских кружках был исключён из этого вуза и арестован. После освобождения из заключения Канарский переехал на территорию, которая входит в состав современной Украины, и поступил в Киевский коммерческий институт, окончив который в 1915 году стал юристом. Принимал участие в боях Первой мировой войны, с 1915 по 1917 годы служил в звании рядового в Русской императорской армии.
В 1917 году вступил в Коммунистическую партию Украины, а в 1919 году — в Коммунистическую партию Польши. После Октябрьской революции, Сергей Михайлович Канарский был избран в Харьковский совет рабочих и солдатских депутатов. Однако вскоре Сергей Михайлович переехал в Киев, где стал председателем совета рабочих и солдатских депутатов округа. В период с 1920 по 1932 год вновь работал в столице Украинской ССР — Харькове, последовательно занимал должности: заместителя народного комиссара юстиции Украинской ССР, заместителя председателя кассационной коллегии по уголовным делам, заведующего отделом публикации законов, заместителем председателя Верховного суда Украинской ССР. Также занимался деятельностью в народных комиссариатах иностранных дел и внутренних дел, и Центральном статистическом управлении Украинской ССР. С 1932 по 1934 год руководил жилично-коммунальным сектором Госплана Украинской ССР.
В июне 1934 году Сергей Михайлович Канарский был назначен директором Всеукраинского института советского строительства и права (с 1935 года — Харьковский институт советского строительства и права, с 1 июля 1937 года — Харьковский юридический институт), параллельно занимал должность заведующего кафедрой уголовного права в этом же вузе. Имел профессорское звание. 
Основными достижениями Канарского на посту директора Института стало увеличение количества студентов учащихся в вузе, почти в два раза. При этом, все студенты не харьковчане были поселены в общежития. Кроме того, он организовал  в вузе научно-методическую и научно-исследовательскую работу, в том числе и формирование научных школ. Занимался общественной деятельностью, в 1936 году был избран депутатом Харьковского городского совета. Продолжал возглавлять Институт и кафедру, а также быть депутатом горсовета вплоть до 1937 года.
Сергей Михайлович также занимался научно-исследовательской деятельностью в области уголовного права. Его основными трудами были «Классовые моменты в политике суда» (1924, статья), «Вопросы уголовного судопроизводства» (1924 — дважды, статьи), «Как и за что карает уголовный кодекс» (1925, статья), «Задачи исправительно-трудового дела» (1928) и «Как сельсоветы проводят обыск и выемку» (1930). Также был редактором к «Комментарию к Уголовному кодексу советских республик» (1924, 1925 и 1928). Работы С. М. Канарского были опубликованы в таких периодических изданиях как: «Вестник советской юстиции» и «Рабочий суд».
В июле 1937 года Сергей Михайлович был обвинён в принадлежности к польской контрреволюционной националистической организации, вследствие чего он был исключён из ВКП(б) и 23 июля арестован. 28 октября того же года решением комиссии НКВД и прокуратуры был приговорён к расстрелу. Приговор в отношении Канарского был приведён в исполнение по разным данным либо 31 октября, либо 3 ноября 1937 года в Харькове.
15 ноября 1957 года Канарский был реабилитирован, в связи с отсутствием в его действиях состава преступления.

## Семья
С. М. Канарский состоял в браке с Адрианой Михайловной Канарской (род. 1891). После расстрела Сергея Михайловича все имущество семьи Канарских было конфисковано, а сама А. М. Канарская была выселена из квартиры. 4 ноября 1937 года, Адриана Михайловна, как «жена осужденного за шпионаж», была арестована, а Постановлением Особого совета при НКВД СССР от 29 мая следующего года она была признана «социально опасным элементом» и на пять лет выслана в Казахскую ССР.  31 марта 1989 года Адриана Канарская была реабилитирована.